# Villards-d'Héria
Pour les articles ayant des titres homophones, voir Le Villard, Vilar, Vilard, Villar, Villard et Villars.
Villards-d'Héria est une commune française située dans le département du Jura, la région culturelle et historique de Franche-Comté et la région administrative Bourgogne-Franche-Comté.

## Géographie

### Localisation
La commune est située en Franche-Comté, à 4 km de Moirans-en-Montagne et 19 de Saint-Claude.

### Géologie et relief
La commune est membre du Parc naturel régional du Haut-Jura.

### Sismicité
La commune est située dans une zone de sismicité modérée.

### Hydrographie et les eaux souterraines
Le ruisseau d'Héria est un cours d'eau traversant la commune.

### Climat
Pour des articles plus généraux, voir Climat de la Bourgogne-Franche-Comté et Climat du département du Jura.
En 2010, le climat de la commune est de type climat de montagne, selon une étude du Centre national de la recherche scientifique s'appuyant sur une série de données couvrant la période 1971-2000. En 2020, Météo-France publie une typologie des climats de la France métropolitaine dans laquelle la commune est dans une zone de transition entre le climat semi-continental et le climat de montagne et est dans la région climatique  Jura, caractérisée par une forte pluviométrie en toutes saisons (1 000 à 1 500 mm/an), des hivers rigoureux et un ensoleillement médiocre. 
Pour la période 1971-2000, la température annuelle moyenne est de 8,6 °C, avec une amplitude thermique annuelle de 16,5 °C. Le cumul annuel moyen de précipitations est de 1 768 mm, avec 13,6 jours de précipitations en janvier et 9,9 jours en juillet. Pour la période 1991-2020, la température moyenne annuelle observée sur la station météorologique de Météo-France la plus proche, « Cernon », sur la commune de Cernon à 7 km à vol d'oiseau, est de 10,4 °C et le cumul annuel moyen de précipitations est de 1 567,8 mm. 
La température maximale relevée sur cette station est de 38,6 °C, atteinte le 13 août 2003 ; la température minimale est de −24 °C, atteinte le 10 janvier 1985,,. 
Les paramètres climatiques de la commune ont été estimés pour le milieu du siècle (2041-2070) selon différents scénarios d'émission de gaz à effet de serre à partir des nouvelles projections climatiques de référence DRIAS-2020. Ils sont consultables sur un site dédié publié par Météo-France en novembre 2022.

## Urbanisme

### Typologie
Au 1er janvier 2024, Villards-d'Héria est catégorisée commune rurale à habitat dispersé, selon la nouvelle grille communale de densité à sept niveaux définie par l'Insee en 2022.
Elle est située hors unité urbaine et hors attraction des villes,.

### Voies de communications et transports

#### Voies routières
- D 470 depuis Moirans-en-Montagne.
- D 233e1 depuis Saint-Claude.

#### Transports en commun
- Transports à la demande[14].
- Gare de Cousance, Ligne de Mouchard à Bourg-en-Bresse.
- Gare de Saint-Claude.
- Aéroport international de Genève.

## Histoire
La commune était autrefois desservie par les Chemins de fer vicinaux du Jura.
La commune, qui s'appelait Grand-Villard, annexe celle de Petit-Villard en 1822 et prend le nom de Villards-d’Héria. En 1946, c’est celle de Grand-Châtel qui est absorbée.

## Politique et administration

### Intercommunalité
La commune est membre de la communauté de communes Terre d'Émeraude.

### Liste des maires
| Période         | Période      | Identité            | Étiquette | Qualité  |
| --------------- | ------------ | ------------------- | --------- | -------- |
| mars 2001       | juillet 2020 | Jacques Zaninetta   | UMP-LR    | Retraité |
| 05 juillet 2020 | En cours     | Jean-Robert Bondier |           |          |

### Finances communales
En 2021, le budget de la commune était constitué ainsi :
- total des produits de fonctionnement : 252 000 €, soit 632 € par habitant ;
- total des charges de fonctionnement : 191 000 €, soit 579 € par habitant ;
- total des ressources d'investissement : 132 000 €, soit 478 € par habitant ;
- total des emplois d'investissement : 211 000 €, soit 528 € par habitant ;
- endettement : 281 000 €, soit 704 € par habitant.

Avec les taux de fiscalité suivants :
- taxe d'habitation : 11,30 % ;
- taxe foncière sur les propriétés bâties : 40,01 % ;
- taxe foncière sur les propriétés non bâties : 46,12 % ;
- taxe additionnelle à la taxe foncière sur les propriétés non bâties : 0,00 % ;
- cotisation foncière des entreprises : 0,00 %.

Chiffres clés Revenus et pauvreté des ménages en 2019 : médiane en 2019 du revenu disponible, par unité de consommation : 21 640 €.

## Population et société

### Démographie

#### Évolution démographique
L'évolution du nombre d'habitants est connue à travers les recensements de la population effectués dans la commune depuis 1793. Pour les communes de moins de 10 000 habitants, une enquête de recensement portant sur toute la population est réalisée tous les cinq ans, les populations de référence des années intermédiaires étant quant à elles estimées par interpolation ou extrapolation. Pour la commune, le premier recensement exhaustif entrant dans le cadre du nouveau dispositif a été réalisé en 2008.

En 2022, la commune comptait 391 habitants, en évolution de −8 % par rapport à 2016 (Jura : −0,81 %, France hors Mayotte : +2,11 %).
| 1793 | 1800 | 1806 | 1821 | 1831 | 1836 | 1841 | 1846 | 1851 |
| ---- | ---- | ---- | ---- | ---- | ---- | ---- | ---- | ---- |
| 207  | 205  | 206  | 175  | 319  | 361  | 359  | 390  | 376  |

| 1856 | 1861 | 1866 | 1872 | 1876 | 1881 | 1886 | 1891 | 1896 |
| ---- | ---- | ---- | ---- | ---- | ---- | ---- | ---- | ---- |
| 347  | 347  | 368  | 368  | 377  | 358  | 407  | 361  | 394  |

| 1901 | 1906 | 1911 | 1921 | 1926 | 1931 | 1936 | 1946 | 1954 |
| ---- | ---- | ---- | ---- | ---- | ---- | ---- | ---- | ---- |
| 406  | 421  | 397  | 357  | 416  | 425  | 357  | 343  | 313  |

| 1962 | 1968 | 1975 | 1982 | 1990 | 1999 | 2006 | 2008 | 2013 |
| ---- | ---- | ---- | ---- | ---- | ---- | ---- | ---- | ---- |
| 331  | 341  | 384  | 392  | 391  | 476  | 460  | 455  | 440  |

| 2018 | 2022 | - | - | - | - | - | - | - |
| ---- | ---- | - | - | - | - | - | - | - |
| 393  | 391  | - | - | - | - | - | - | - |

### Enseignement
Établissements d'enseignements :
- école primaire[23] ;
- collège à Moirans-en-Montagne ;
- lycée à Moirans-en-Montagne, Saint-Claude.

### Santé
Professionnels  et établissements de santé :
- médecins à Moirans-en-Montagne, Saint-Lupicin ;
- pharmacies à Moirans-en-Montagne, Saint-Lupicin ;
- hôpitaux à Saint-Claude.

### Cultes
- Culte catholique, Paroisse Les Foncines[25]Diocèse de Saint-Claude.

## Culture locale et patrimoine

### Lieux et monuments
- Sanctuaire gallo-romain du Pont des Arches. Connu depuis le XVIIe siècle, les découvertes de ces trois siècles derniers ont permis la mise au jour de structures, d'inscriptions, de fragments de statue et d'autres objets liés au culte[26]. Ce site était une zone balnéaire sur les sources de l'Héria et un lieu de pèlerinage pour les Séquanes.

Le sanctuaire des Séquanes.
- Viaduc de Villards-d'Héria[28].
- Monument aux morts[29],[30]: Conflits commémorés : 1870-1871- 1914-1918.

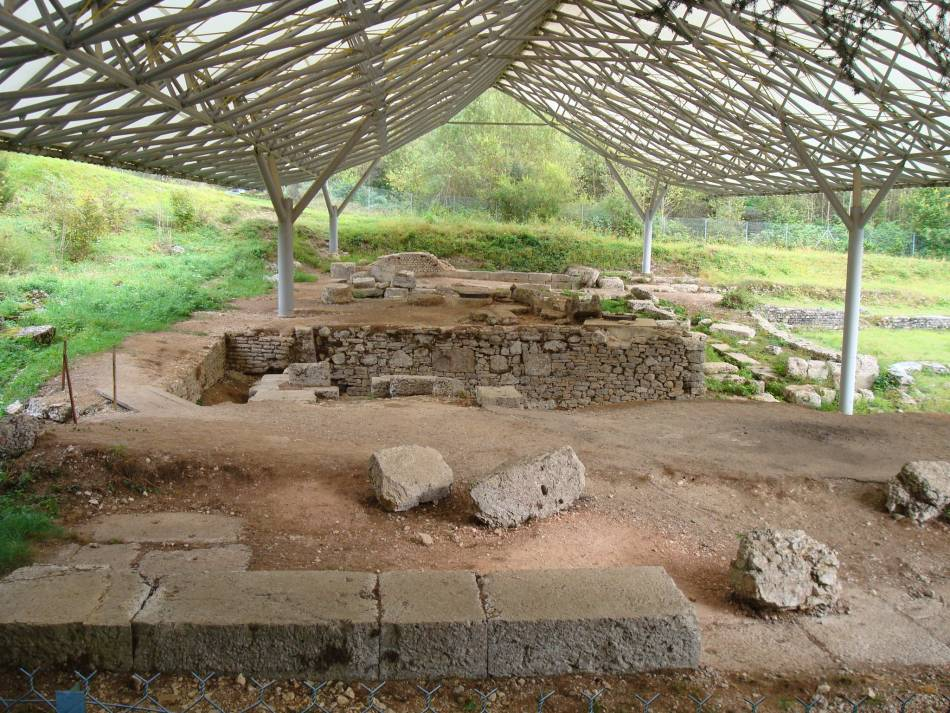
Une partie des fouilles sur le site archéologique de Villards-d'Héria.
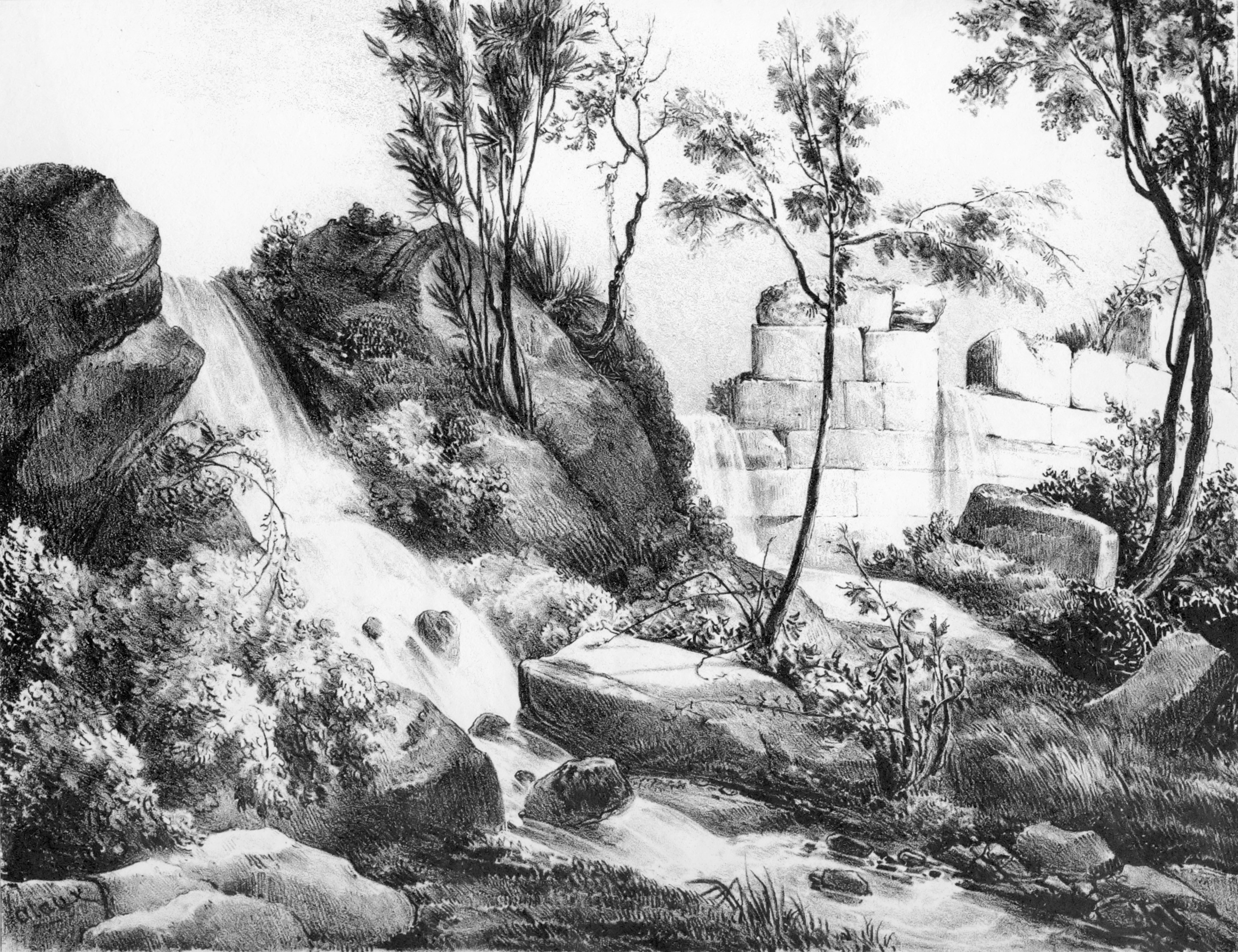
Le pont des arches - Gravure tirée des Voyages pittoresques et romantiques dans l'ancienne France.

### Personnalités liées à la commune
- Jacob Van der Post et Annie Van der Post sont des Justes parmi les Nations de la commune[31].